# Jasper Morrison
Pour les articles homonymes, voir Morrison.
Jasper Morrison, né le 11 novembre 1959 à Londres, est un designer anglais.

## Biographie
Jasper Morrison est diplômé de la Kingston Polytechnic Design School de Londres en 1982 et du Royal College of Art de Londres en 1985. Il complète ses études à Berlin avec une bourse de l'université des arts en 1986.
En 1986, il monte son studio à Londres. Il commence par travailler pour des marques telles que SCP, FSB, Vitra et Cappellini. En 1995, il est sélectionné pour réaliser le design du tramway de Hanovre. 
Jasper Morrison Ltd. est présent à Londres et Paris et travaille avec les entreprises suivantes : Alessi, Canon, Cappellini, Galerie Kreo, Flos, Magis, Rado, Sony Design Centre Europe, Vitra.
Il est récompensé par le titre de Royal Designer for Industry en 2001 à Londres et par celui de « Designer de l’année 2000 » à la Foire du design de Paris. 

## Principales réalisations

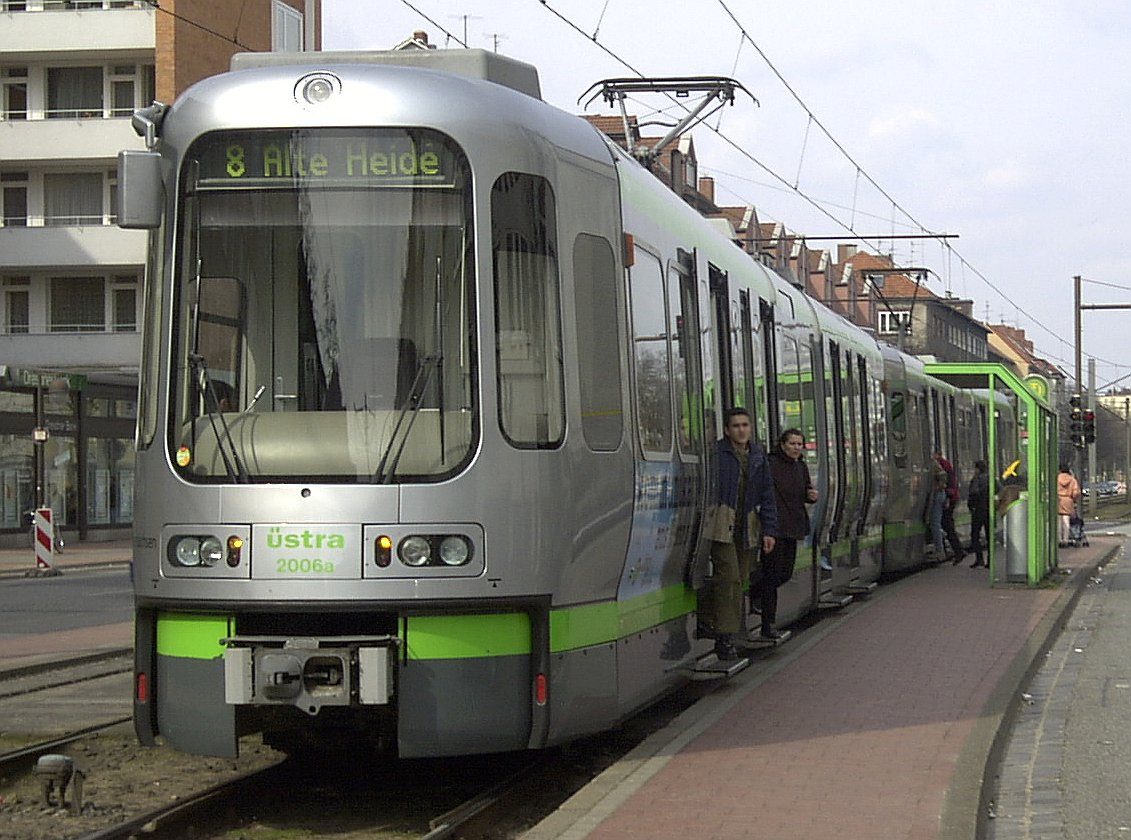
Tramway de Hanovre

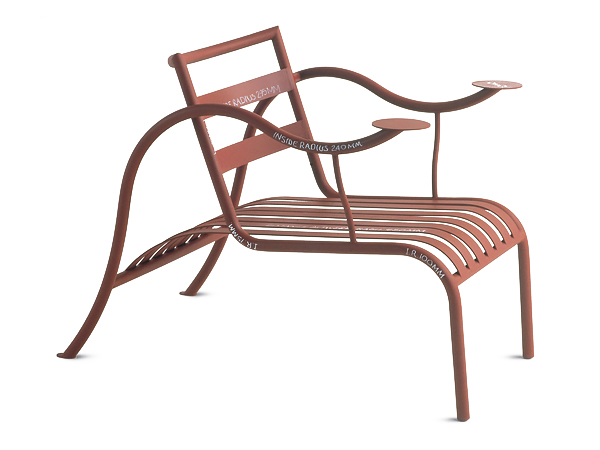
Thinking Man's Chair (1985–1988)

- Canapé Three Sofa de Luxe (1991), Cappellini
- Table Atlas System (1992), Alias
- Chaise Quattro Gambe (1993), Montina
- Chaise Vega Chair (1997)
- Tramway de Hanovre (1997)
- Chaise Plywood (1998), Vitra International
- Boites de cuisine Tin Family (1998), Alessi
- Chaise Air-Chair (1999), Magis
- Fauteuil, Low pad (1999), Cappellini
- Lampe Glo-Ball (1999), Flos
- Lampe Luxmaster (2000), Flos
- Tables Cork Family (2004), Vitra
- Cafetière, bouilloire, grille-pain (2004), Rowenta
- Chaise Lotus (2006), Cappellini
- Téléphone mobile, SGH-E590 (2007), Samsung
- Chaise Trattoria (2009), Magis
- Collection de casseroles (2006), Alessi
- Chaussure The Country Trainer (2011), Camper
- Lampe Superloon (2015), Flos
- Chaise Alfi (2015), Emeco
- Freebox Delta, Freebox One, (2018), Free